# Saint-Étienne-aux-Clos
Saint-Étienne-aux-Clos är en kommun i departementet Corrèze i regionen Nouvelle-Aquitaine i de centrala delarna av Frankrike. Kommunen ligger  i kantonen Ussel-Est som tillhör arrondissementet Ussel. År 2022 hade Saint-Étienne-aux-Clos 245 invånare.

## Befolkningsutveckling
Antalet invånare i kommunen Saint-Étienne-aux-Clos
Referens:INSEE